# Bez Wierszówki
Bez Wierszówki – miesięcznik społeczno-kulturalny Stowarzyszenia Dziennikarzy Polskich. Wydawany przez Warmińsko-Mazurski Oddział SDP w Olsztynie. Porusza sprawy świata dziennikarskiego oraz sprawy społeczne i kulturalne. Na stronie SDP udostępniane są zarówno archiwalne egzemplarze pisma, jak i aktualne.

## Historia
Miesięcznik powstał w kwietniu 2004. Początkowo dominowała tematyka regionalna, obecnie artykuły dotyczą coraz częściej spraw ogólnopolskich i uniwersalnych. Od 2014 jest pismem o zasięgu ogólnopolskim. Nakład, który początkowo oscylował w granicach 300–600 egzemplarzy, osiągnął liczbę 5 tysięcy. Czasopismo od stycznia 2014 jest tworzone pro publico bono; zarówno redaktor naczelny, jak i autorzy, nie otrzymują żadnych honorariów, tworzą czasopismo – zgodnie z przesłaniem zawartym w tytule – „bez wierszówki”.

## Redakcja
Redaktorzy naczelni:
- Tadeusz Prusiński, IV 2004 – II 2006
- Jerzy J. Pantak, III 2006 – VIII 2007
- Ryszard Borkowski, IX 2007 – II 2008
- Krzysztof Panasik, III 2008 – XII 2013
- Ireneusz St. Bruski, I 2014 – V 2020[4]
- po. Grzegorz Radziecki, od XII 2020